# Nansenia groenlandica
Nansenia groenlandica är en fiskart som först beskrevs av Reinhardt, 1840.  Nansenia groenlandica ingår i släktet Nansenia och familjen Microstomatidae. Inga underarter finns listade i Catalogue of Life.